# Ода Дитриховна
Ода Дитриховна (пол. Oda Dytrykówna; ок. 955/960—1023, Кведлинбург, Саксония) — вторая жена Мешко I, польского князя из династии Пястов.

## Биография
Ода фон Хальденслебен была старшей дочерью графа Дитриха (Теодориха) фон Хальденслебена, маркграфа Северной Марки, и его жены, дочери графа Лотаря I фон Вальбека.
Воспитание получила в монастыре св. Лаврентия в саксонском городе Кальбе, недалеко от Магдебурга. 
В 978—980 годах состоялась свадьба Мешко I и Оды. Их брак встретил осуждение епископа и других высокопоставленных лиц церкви, хотя заключение этого союза принесло несомненную выгоду, так как повлияло на увеличение числа последователей христианства в Польше и способствовало обоюдному освобождению пленных.
Считается, что Ода после смерти мужа, короля Польши, стремилась лишить своего пасынка Болеслава престола. Под её влиянием, как указано в Dagome Iudex, был составлен договор дарения страны папе римскому Иоанну XV. 
Борьба за престол после смерти Мешко I в 992 году длилась в течение нескольких недель. Историки считают, что Мешко I мог назначить Оду регентшей. Однако, есть предположение, что борьба за престол закончилась только в 995 году, когда Оду Дитриховну вместе с сыновьями Болеслав I Храбрый изгнал из Польши.
После возвращения в Германию она вступила в монастырь в Кведлинбурге, где и умерла в 1023 году.

## Дети
От брака Мешко I с Одой Дитриховной родились:
- Мешко (ум. после 992 г.)
- Святополк (ум. до мая 992 г.)
- Лямберт (ум. после 992 г.)